# White Christmas (comédie musicale)
Pour les articles homonymes, voir Noël blanc et White Christmas.
White Christmas est une comédie musicale adaptée du film Noël blanc de 1954. Le livret est l'œuvre de David Ives et Paul Blake, sur des musiques et paroles d'Irving Berlin. La production originale comprenait  Brian d'Arcy James, Anastasia Barzee, Meredith Patterson et Jeffry Denman.

## Productions

### Production originale; Tournée Nord américaine (2004)
La comédie musicale d'abord intitulée Irving Berlin's White Christmas fit sa première à San Francisco, en 2004 puis sous la forme d'une tournée, fut présentée dans plusieurs villes des États-Unis et du Canada comme Boston, Buffalo, Los Angeles, Toronto, Winnipeg, Vancouver, Détroit, Denver et Louisville,,,,,.

### Tournée britannique (2006–2011)
La comédie musicale fut présentée également en tournée au Royaume-Uni, pendant la période des fêtes en 2006-2007 à Plymouth et Southampton et en 2007-2008 à Édimbourg et Cardiff. La distribution était composée de Craig McLachlan dans le rôle de Bob Wallace, Tim Flavin pour Phil Davis, Rachel Stanley pour Betty Haynes, Emma Kate Nelson pour Judy Haynes, Ken Kercheval pour le général et Lorna Luft dans le rôle de Martha. La même production réapparut au Theatre Royal de Plymouth en novembre 2009, avant d'être transféré à The Lowry (Manchester) pour Noël et le début d'année 2010. Aled Jones, Suzanne Shaw, Adam Cooper, Louise Plowright, Rachel Stanley et Roy Dotrice participèrent à cette production. Le même spectacle a été joué de novembre 2010 à janvier 2011 au Sunderland Empire Theatre. Tom Chambers, Adam Cooper, Rachel Stanley, Louise Bowden, Ken Kercheval et Kerry Washington jouèrent dans cette production.

### Broadway et tournée américaine (2008-2009)
White Christmas est joué à Broadway au Marquis Theatre, avec une première le 14 novembre 2008 et jusqu'au 4 janvier 2009, avec 53 représentations et 12 previews. La production fut mise en scène par Walter Bobbie et chorégraphiée par Randy Skinner. La distribution comprend Stephen Bogardus, Kerry O'Malley, Jeffry Denman, Meredith Patterson, Susan Mansur et Charles Dean,,.

### Australie 2009
La comédie musicale produite par MLOC Productions Inc (www.mloc.org.au), au Phoenix Theatre d'Elwood, Victoria fut mise en scène par Judy Sullivan, sous la direction musicale de Geoff Earle (assisté par Jack Earle) et chorégraphié par Merilyn Young. La distribution comprend Peter Phillips, John Davidson, Rowena Brown et Kate Knight. Le spectacle fut présenté du 6 au 14 novembre puis du 18 au 20 décembre.

### Broadway Revival 2009
Le spectacle fut remonté à Broadway au Marquis Theatre entre le 13 novembre 2009 et le 3 janvier 2010. Bobbie et Skinner restèrent à la mise en scène et à la chorégraphie. La distribution est composée de James Clow dans le rôle de Bob Wallace, Mara Davi, Melissa Errico, Tony Yazbeck, David Ogden Stiers et Ruth Williamson. Cette production fut suivie d'une tournée aux États-Unis qui commença à Omaha, Nebraska le 1er novembre 2009. La tournée se termina à Kansas City, Missouri le 5 janvier 2010,.

## Chansons
| Acte I - "Ouverture" - Orchestre - "Prologue: Happy Holidays / White Christmas (Pre-Reprise)" - Bob, Phil, Ralph Sheldrake et l'Ensemble - "Happy Holidays / Let Yourself Go" - Bob, Phil et l'Ensemble - "Love and the Weather" - Bob et Betty Haynes - "Sisters" - Betty et Judy Haynes - "The Best Things Happen While You're Dancing" - Phil, Judy et Quintet Member - "Snow" - Bob, Phil, Betty, Judy, M. et Mme. Snoring Man et l'Ensemble - "What Can You Do With a General?" ... Martha Watson, Bob et Phil - "Let Me Sing and I'm Happy" - Martha et l'Ensemble - "Count Your Blessings Instead of Sheep" - Bob et Betty - "Blue Skies" - Bob et l'Ensemble | Acte II - "I Love a Piano" - Phil, Judy et l'Ensemble - "Falling Out of Love Can Be Fun" - Martha, Betty et Judy - "Sisters (Reprise)" - Bob et Phil - "Love, You Didn't Do Right By Me / How Deep Is the Ocean" - Betty et Bob - "We'll Follow the Old Man (Pre-Reprise)" - Bob et les hommes de l'Ensemble - "Let Me Sing and I'm Happy (Reprise)" - Susan Waverly - "How Deep Is the Ocean (Reprise)" - Bob et Betty - "We'll Follow the Old Man" - Bob, Phil, Ralph et les hommes de l'Ensemble - "White Christmas" - Bob et la troupe - "I've Got My Love to Keep Me Warm" - Troupe complète (Post - Fermeture du rideau) |